# Ghar Boumâaza
Ghar Boumâaza est une grotte et exsurgence karstique située près de Sebdou, dans la wilaya de Tlemcen, en Algérie. Son développement est de 18 400 m et son dénivelé de 50 m.

## Description
Ghar Boumâaza constitue une émergence du cours souterrain de la Tafna.

## Protection
Ghar Boumâaza a été reconnue site Ramsar le 6 avril 2003.
La grotte se situe dans une zone de vulnérabilité élevée pour ses eaux souterraines.

## Galerie

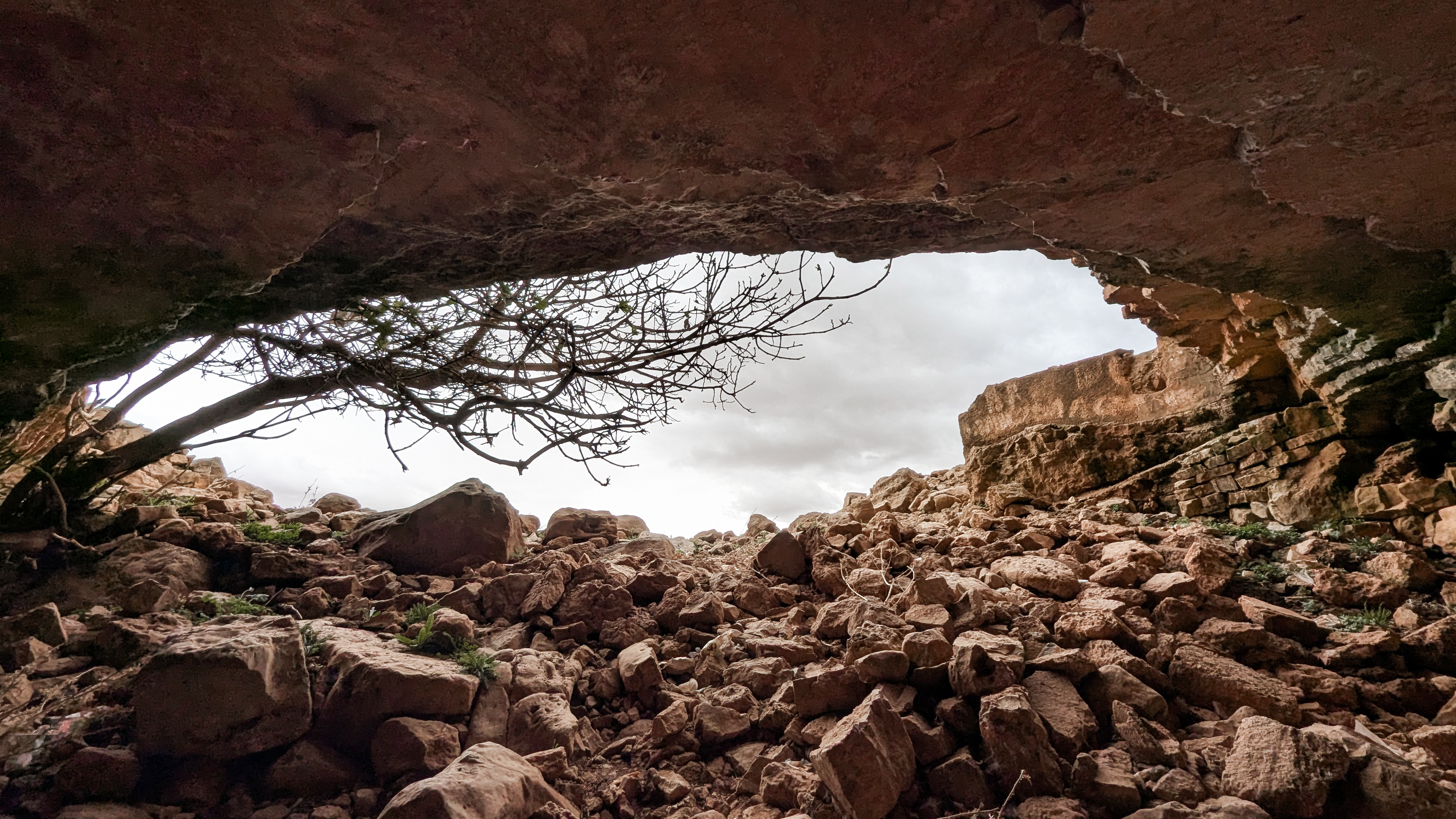
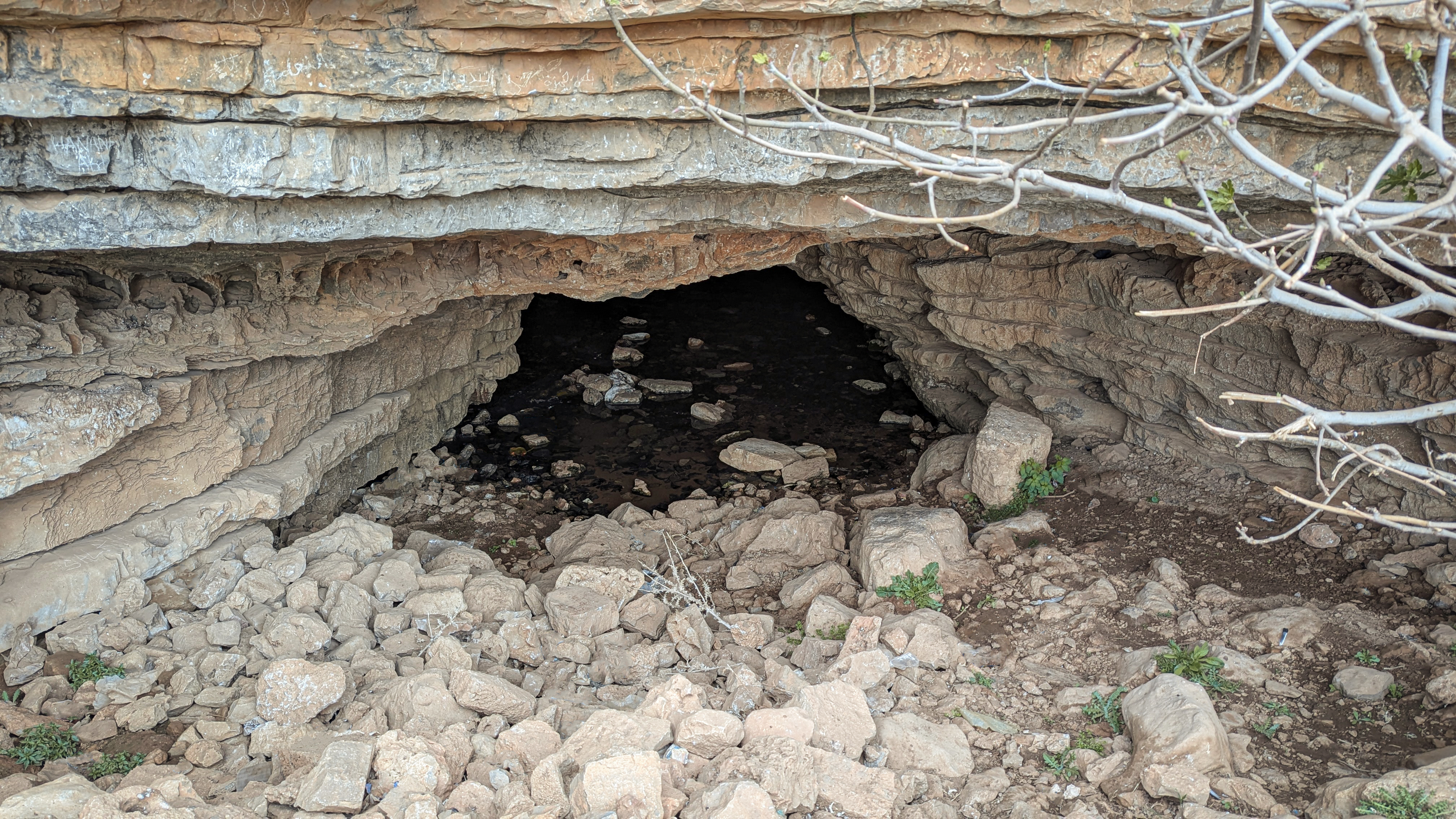
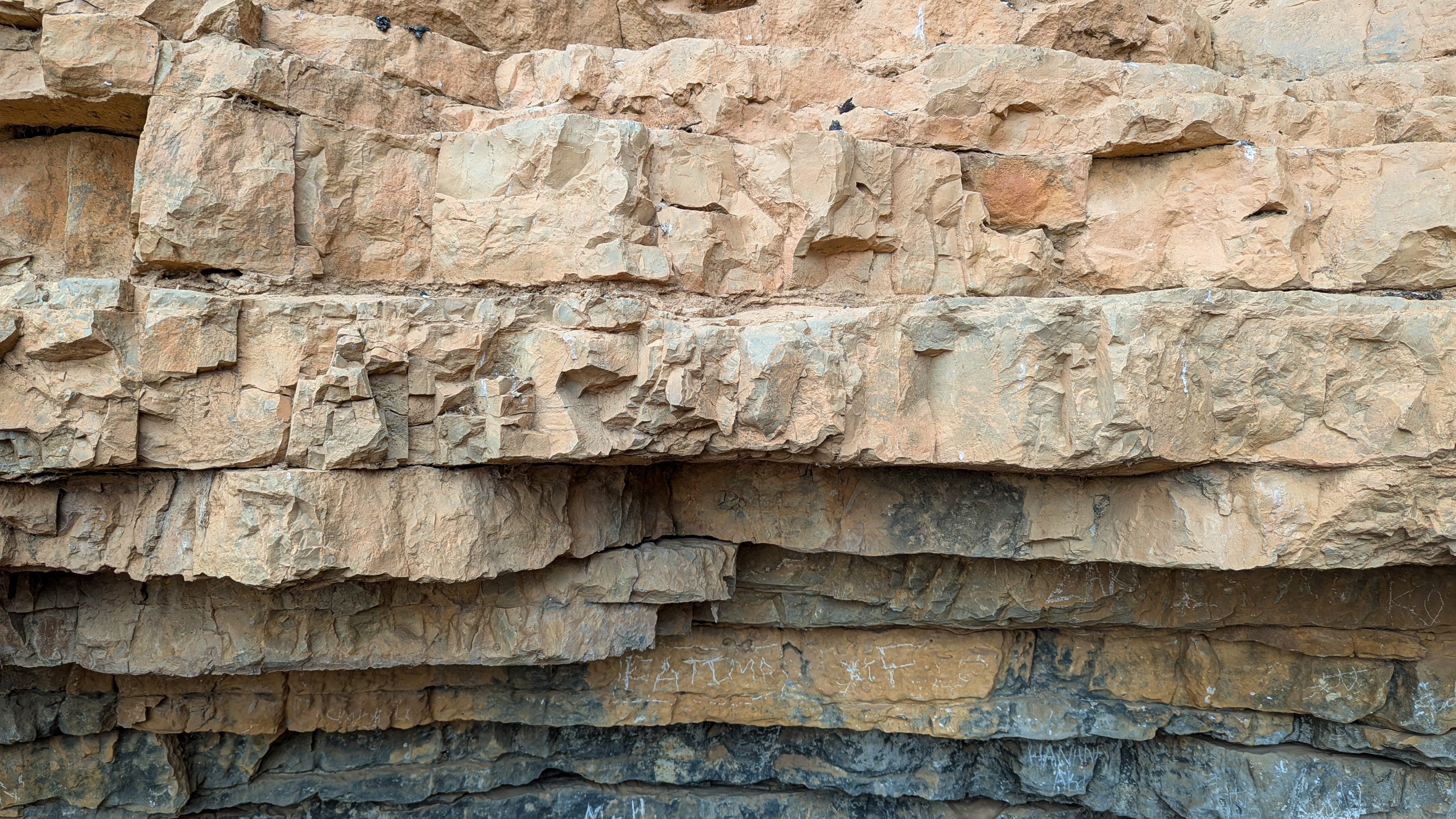